# Guilleminea lanuginosa
Guilleminea lanuginosa (Poir.) Hook.f. – gatunek rośliny z rodziny szarłatowatych (Amaranthaceae Juss.). Występuje naturalnie na Karaibach, w Stanach Zjednoczonych (w Nowym Meksyku, Teksasie oraz Oklahomie, a według niektórych źródeł także w Luizjanie, Kansas i Arkansas) oraz Meksyku (w stanach Chihuahua, Coahuila i Tamaulipas). Ponadto został naturalizowany w strefie tropikalnej i podzwrotnikowej Afryki oraz we wschodniej Australii. 

## Morfologia
Pokrójbylina o owłosionych pędach. Łodyga jest rozgałęziona.
LiścieMają kształt od łyżeczkowatego do równowąsko lancetowatego, owalnego lub podłużnie owalnego. Mierzą 16–97 mm długości oraz 2–10 mm szerokości. Ogonek liściowy jest owłosiony i dorasta do 5–20 mm długości.
KwiatySą zebrane w kłębiki, rozwijają się w kątach pędów. Mierzą 5–8 mm średnicy. Listki okwiatu mają podłużnie lancetowaty kształt i zieloną barwę, osiągają do 2–4 mm długości.

## Biologia i ekologia
Rośnie w widnych lasach oraz na łąkach, na terenach nizinnych.